# كأس الجزائر 2003–04
كأس الجزائر 2003–04 هو موسم من كأس الجزائر. أشرف على تنظيمه الإتحاد الجزائري لكرة القدم، وكان عدد الأندية المشاركة فيه 64، وفاز فيه اتحاد الجزائر.